# No. 2 Bomber Group
Die No. 2 Bomber Group der britischen Royal Air Force ist eine der beiden Operationsgruppen in des Air Command. Heute wird die Gruppe als Air Combat Support Group (Luftkampfunterstützungsgruppe) bezeichnet, ihr unterstehen sämtliche Flugzeuge zur Unterstützung der kämpfenden Verbände (z. B. Luftbetankungsflugzeuge, Transportflugzeuge, Awacs Flugzeuge etc.). Der Sitz der Gruppe befindet sich auf der Luftwaffenbasis High Wycombe, in Buckinghamshire.

## Geschichte

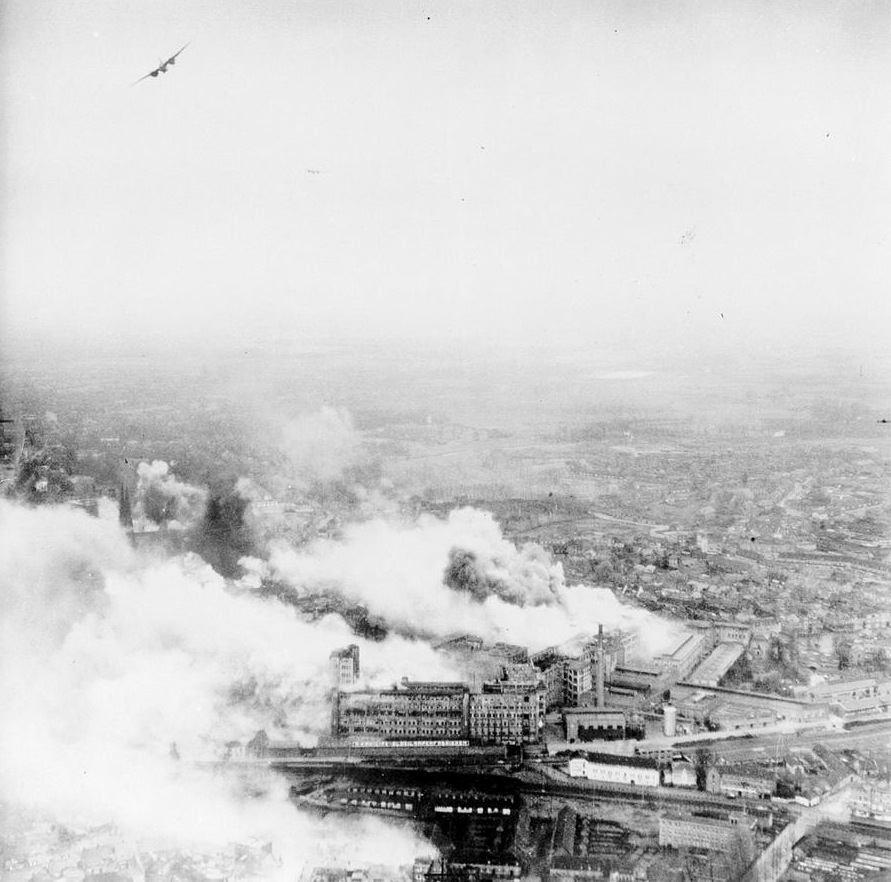
Luftangriff auf Philips Werke Eindhoven, 1942

Die No. 2 Group wurde im April 1918, während des Ersten Weltkriegs, als Trainingsgruppe gebildet, und bestand bis März 1920.
1936 wurde sie erneut als Bombergruppe aufgestellt und unterstand dem RAF Bomber Command. In der Luftschlacht um England flog sie Tagesangriffe mit unterlegenen Blenheims gegen deutsche Flugplätze auf dem Festland, um den Druck auf das RAF Fighter Command zu verringern. Bei der fehlgeschlagenen Landung in Dieppe (Operation Jubilee) am 19. August 1942 gaben die Douglas A-20 der Group Luftnahunterstützung. Am 6. Dezember 1942 wurden die Philips Werke in Eindhoven bei der verlustreichen Operation Oyster durch Group 2 schwer beschädigt.
Am 1. Juni 1943 wurde sie mit ihren leichten Bombern aus dem RAF Bomber Command in die neu aufgestellte RAF Second Tactical Air Force (zunächst RAF Tactical Air Force) ausgegliedert, wobei die Mosquito-Squadrons 105 und 109 in die No. 8 Group (Pathfinder) übergingen. Am 18. Februar 1944 wurde in der Operation Jericho das Gestapogefängnis in Amiens verlustreich angegriffen. Während des Zweiten Weltkrieges wurden etwa 57.000 Einsätze geflogen, wobei 2671 Besatzungsmitglieder vermisst oder getötet und 396 verwundet wurden. Sie bestand bis 1947 und erneut von 1948 bis 1958 sowie von 1993 bis 1996. Sie wurde im Jahr 2000 erneut aktiviert und leistet als Unterstützungsgruppe Lufttransport, Luftbetankung und Aufklärung (Intelligence Surveillance, Targeting and Reconnaissance).

## Film
- Operation Oyster - The low-level raid on the Philips works at Eindhoven – 6th December 1942. youtube, 13 min.